# Клеопатра (жена Пердикки II)
Клеопа́тра (др.-греч. Κλεοπάτρα; V век до н. э.) — супруга македонского царя Пердикки II; возможно, также супруга его сына Архелая.

## Биография
Клеопатра была законной женой Пердикки II и родила ему сына. На момент смерти Пердикки ребёнку было семь лет; его права до совершеннолетия должен был представлять сводный брат Архелай, внебрачный сын Пердикки от наложницы.
Архелай коварно расправился со своим дядей Алкетом и его сыном Александром, а затем решил избавиться и от своего подопечного как малолетнего претендента на македонский престол. Платон передавал рассказ о том, как по приказу Архелая мальчик был утоплен в колодце. Клеопатре же было официально объявлено, что её сын во время игры упал в воду и захлебнулся.
Возможно, именно об этой Клеопатре идёт речь, когда сообщается о супруге самого Архелая. Предполагается, что вступив во второй брак, Клеопатра родила Архелаю двух дочерей (одна из них стала супругой элимейского князя) и сына Ореста.
О дальнейшей судьбе Клеопатры исторические источники не сообщают.